# Magnus Giesko Wallerius

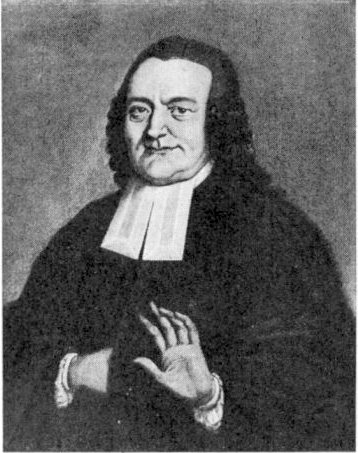
Magnus Giesko Wallerius.

Magnus Giesko Wallerius, född 1710 i Breareds socken, Halland, död 1797 i Örgryte socken, var en svensk präst, sonson till biskopen i Göteborg Daniel Laurentii Wallerius.

## Biografi
Wallerius blev 1759 prost i Örgryte församling där han varit kyrkoherde sedan 1743. År 1769 valdes han som riksdagsman för stiftets prästerskap. Han propagerade starkt för ett brännvinsförbud under parollen: "När brännvinet är i hufvudet, så är satan strax på tungan"
I sin tidiga karriär var han skeppspräst hos Svenska Ostindiska Companiet på expeditionen 1739–1740 till Kanton med Fredericus Rex Sueciae. Dessförinnan var han huspredikant hos landshövdingen i Göteborg, Bengt Ribbing.